# Alister Allan
Alister Millar „Jock“ Allan (* 28. Januar 1944 in Freuchie) ist ein ehemaliger britischer Sportschütze aus Schottland.

## Erfolge
Alister Allan nahm an fünf Olympischen Spielen teil. 1968 in Mexiko-Stadt und 1976 in Montreal belegte er mit dem Kleinkalibergewehr im liegenden Anschlag den neunten bzw. den 51. Platz. Bei seiner dritten Olympiateilnahme 1984 in Los Angeles verpasste er als Viertplatzierter in dieser Disziplin knapp seinen ersten Medaillengewinn, konnte diesen aber dann im Dreistellungskampf realisieren. Mit 1162 Punkten blieb er zwar einen Punkt hinter dem zweitplatzierten Daniel Nipkow und elf Punkte hinter Olympiasieger Malcolm Cooper, dennoch reichte die Punktzahl für den dritten Platz und damit die Bronzemedaille. Vier Jahre darauf zog er in Seoul im Dreistellungskampf erneut ins Finale ein, das er mit 1275,6 Punkten hinter Malcolm Cooper und vor Kirill Iwanow auf dem Silberrang beendete. Im liegenden Anschlag stand er ebenfalls im Finale und beendete es auf dem fünften Rang. Bei den Olympischen Spielen 1992 belegte er im liegenden Anschlag den 43. und im Dreistellungskampf den 38. Platz.
Bei Weltmeisterschaften gewann er mit der Kleinkaliber-Mannschaft im knienden Anschlag 1978 in Seoul und 1982 in Caracas den Titel. 1978 sicherte er sich auch im Einzel den Titelgewinn. 1982 gewann er zudem mit der Mannschaft im Dreistellungskampf Silber und im stehenden Anschlag Bronze. Allan gewann zwischen 1974 und 1994 bei Commonwealth Games insgesamt zehn Medaillen. Die Goldmedaille holte er dabei 1978 in Edmonton mit dem Kleinkaliber im liegenden Anschlag sowie 1982 in Brisbane mit dem Kleinkaliber im Dreistellungskampf und im Paarwettbewerb mit dem Luftgewehr. Mit dem Kleinkaliber sicherte er sich drei Silber- und vier Bronzemedaillen, davon vier Medaillen in Einzelwettkämpfen.
Den größten Teil seines Berufslebens war Allan Trainingsleiter bei der Royal Air Force. Nach dem Ende seiner Karriere als aktiver Schütze nahm er ein Engagement beim neuseeländischen Schützenverband an. 2002 wurde Allan in die Scottish Sports Hall of Fame aufgenommen.